# Biblioteca Pública de Nueva York y Bryant Park
La Biblioteca Pública de Nueva York y Bryant Park (en inglés: New York Public Library and Bryant Park) es un conjunto del edificio de la Sede de la Biblioteca Pública de Nueva York y el adyacente Bryant Park ubicado en Nueva York, Nueva York. El conjunto se encuentra inscrito en el Registro Nacional de Lugares Históricos desde el 15 de octubre de 1966 y es distinto al de la Sede de la Biblioteca Pública de Nueva York, ya que fueron agregados el mismo día. 

## Ubicación
La Biblioteca Pública de Nueva York y Bryant Park se encuentran dentro del condado de Nueva York en las coordenadas 40°45′12″N 73°58′56″O / 40.753333, -73.982222.